# اولگا گلاتسکیخ
اولگا گلاتسکیخ (روسی: О́льга Вячесла́вовна Глацки́х؛ زادهٔ ۱۳ فوریهٔ ۱۹۸۹) ژیمناست ریتمیک اهل روسیه است.
وی همچنین برندهٔ جوایزی همچون نشان دوستی شده‌است.
وی در مسابقات کشوری و بین‌المللی در مجموع برندهٔ ۲ مدال طلا، ۱ مدال نقره، ۱ مدال برنز شده‌است.